# Yung Rich Nation
Yung Rich Nation är den amerikanska hiphoptrion Migos debutalbum. Det släpptes den 31 juli 2015 på skivbolagen Quality Control Music och 300 Entertainment. Albumet innehåller gästframträdanden från Chris Brown och Young Thug.
Yung Rich Nation debuterade på 17:e plats på Billboard 200 med 18 000 sålda exemplar under den första veckan.

## Låtlista
| Nr           | Titel                                | Kompositör                                                     | Producent(er)                    | Längd |
| ------------ | ------------------------------------ | -------------------------------------------------------------- | -------------------------------- | ----- |
| 1.           | Memoirs                              | Quavious Marshall Kirsnick Ball Kiari Cephus Carlton Mays, Jr. | Honorable C.N.O.T.E.             | 3:13  |
| 2.           | Dab Daddy                            | Marshall Ball Cephus Mays, Jr.                                 | Honorable C.N.O.T.E.             | 3:21  |
| 3.           | Migos Origin                         | Marshall Ball Cephus Xavier Dotson                             | Zaytoven                         | 3:39  |
| 4.           | Spray the Champagne                  | Marshall Ball Mays, Jr. Shane Lindstrom                        | Honorable C.N.O.T.E. Murda Beatz | 2:40  |
| 5.           | Street Nigga Sacrifice               | Marshall Ball Cephus Mays, Jr.                                 | Honorable C.N.O.T.E.             | 3:43  |
| 6.           | Highway 85                           | Marshall Ball Cephus Mays, Jr.                                 | Honorable C.N.O.T.E.             | 4:17  |
| 7.           | One Time                             | Marshall Ball Cephus Grant Decouto                             | Deko                             | 4:41  |
| 8.           | Just for Tonight (feat. Chris Brown) | Marshall Ball Cephus Lindstrom Christopher Brown               | Murda Beatz                      | 3:33  |
| 9.           | Pipe It Up                           | Marshall Ball Lindstrom                                        | Murda Beatz                      | 3:26  |
| 10.          | Gangsta Rap                          | Marshall Ball Decouto Daryl Lee Joshua Parker                  | OG Parker Deko DJ Durel          | 2:08  |
| 11.          | Playa Playa                          | Marshall Ball Cephus Lindstrom                                 | Murda Beatz                      | 4:40  |
| 12.          | Cocaina (feat. Young Thug)           | Marshall Ball Lindstrom Jeffery Williams                       | Murda Beatz                      | 5:18  |
| 13.          | Trap Funk                            | Marshall Ball Cephus Mays, Jr.                                 | Honorable C.N.O.T.E.             | 3:36  |
| 14.          | What a Feeling                       | Marshall Ball Dotson                                           | Zaytoven                         | 3:29  |
| 15.          | Recognition                          | Marshall Ball Cephus Decouto                                   | Deko                             | 4:46  |
| Total längd: | Total längd:                         | Total längd:                                                   | Total längd:                     | 56:30 |

## Listplaceringar
| Lista (2015)                 | Position |
| ---------------------------- | -------- |
| USA (Billboard 200)          | 17       |
| USA (Top R&B/Hip-Hop Albums) | 5        |